# Courmemin
Courmemin település Franciaországban, Loir-et-Cher megyében. Lakosainak száma 498 fő (2022. január 1.). Courmemin Bauzy, Fontaines-en-Sologne, Mur-de-Sologne, Veilleins és Vernou-en-Sologne községekkel határos.

## Népesség
A település népességének változása:
| Lakosok száma | 588  | 503  | 526  | 510  | 519  | 526  | 509  | 501  | 498  | 498  |
|               | 1968 | 1982 | 1990 | 2006 | 2013 | 2015 | 2017 | 2019 | 2020 | 2022 |